# Cúbica alabeada

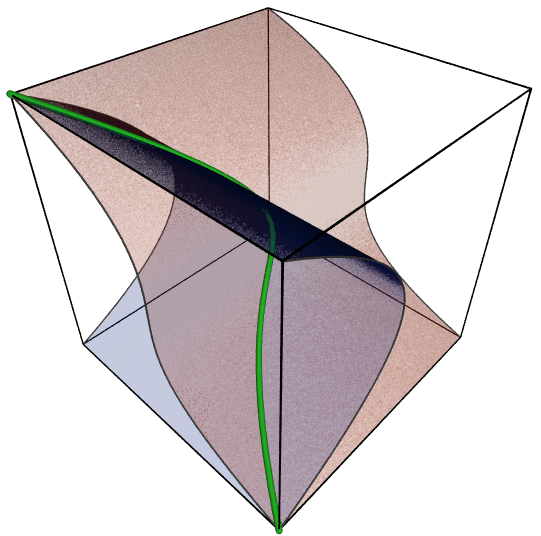
Imagen de una cúbica alabeada

En matemáticas, una cúbica alabeada es una curva suave y racional C de grado tres en el espacio proyectivo tridimensional P3. Es un ejemplo fundamental de una curva oblicua. Es esencialmente única respecto a la transformación proyectiva (por lo tanto, es la cúbica alabeada). Generalmente se considera el ejemplo más simple de una variedad proyectiva que no es lineal o hipersuperficial, y se da como tal en la mayoría de los libros de texto sobre geometría algebraica. Es el caso tridimensional de la curva normal racional, y es la imagen de una aplicación de Veronese de grado tres sobre la recta proyectiva. 

## Definición
La cúbica alabeada se da más fácilmente de forma paramétrica como la imagen de la aplicación 
{\displaystyle \nu :\mathbf {P} ^{1}\to \mathbf {P} ^{3}}
en la que se asigna a la coordenada homogénea {\displaystyle [S:T]} el valor 
{\displaystyle \nu :[S:T]\mapsto [S^{3}:S^{2}T:ST^{2}:T^{3}].}
En un entorno coordenado del espacio proyectivo, la aplicación es simplemente la curva de momento
{\displaystyle \nu :x\mapsto (x,x^{2},x^{3})}
Es decir, es el cierre por un solo punto en el infinito de la curva afín {\displaystyle (x,x^{2},x^{3})}. 
De manera equivalente, es una variedad proyectiva, definida como el lugar geométrico cero de tres cuádricas lisas. Dadas las coordenadas homogéneas {\displaystyle [X:Y:Z:W]} en P3, es el lugar geométrico cero de los tres polinomios homogéneos
{\displaystyle F_{0}=XZ-Y^{2}}
{\displaystyle F_{1}=YW-Z^{2}}
{\displaystyle F_{2}=XW-YZ.}
Se puede verificar que estas tres formas cuadráticas desvanecen de manera idéntica cuando se usa la parametrización explícita anterior; es decir, sustituyendo x3 por X, y así sucesivamente. 
De hecho, el ideal homogéneo de la cúbica alabeada C es generado por tres formas algebraicas de grado dos en P3. Los generadores del ideal son 
{\displaystyle \{XZ-Y^{2},YW-Z^{2},XW-YZ\}.}

## Propiedades
La cúbica alabeada tiene numerosas propiedades elementales: 
- Es la intersección completa teórica de los conjuntos {\displaystyle XZ-Y^{2}} y {\displaystyle Z(YW-Z^{2})-W(XW-YZ)}, pero no una intersección completa de esquema teórico o ideal teórico (el ideal resultante no es radical, ya que {\displaystyle (YW-Z^{2})^{2}} le pertenece, pero no así {\displaystyle YW-Z^{2}}).
- Cualesquiera cuatro puntos en C abarcan P3.
- Dados seis puntos en P3 sin cuatro coplanares, existe una cúbica alabeada única que los atraviesa.
- La unión de las rectas tangente y secante (la variedad secante) de una cúbica alabeada C llena P3 y las rectas están separadas por pares, excepto en los puntos de la curva misma. De hecho, la unión de las líneas tangente y secante de cualquier curva algebraica lisa no plana es tridimensional. Además, cualquier variedad algebraica suave con la propiedad de que cada longitud de cuatro subesquemas abarca P3 tiene la propiedad de que las rectas tangente y secante son disjuntas por pares, excepto en los puntos de la variedad misma.
- La proyección de C en un plano desde un punto en una recta tangente de C produce una cúbica cuspidal.
- La proyección desde un punto en una recta secante de C produce una cúbica nodal.
- La proyección desde un punto sobre C produce una sección cónica.